# Willie Thomson (Fußballspieler, 1868)
William „Willie“ Thomson (* 4. Mai 1868 in Cardross; † nach 1911) war ein schottischer Fußballspieler. In seiner aktiven Karriere als Spieler gewann er in den 1890er Jahren mit dem FC Dumbarton zweimal die schottische Meisterschaft.

## Karriere
Thomson begann seine Karriere beim FC Dumbarton etwa 20 km nordwestlich von Glasgow. Mit dem Verein gewann er im Jahr 1891 und 1892 die schottische Meisterschaft. Dabei gelangen ihm in 29 Partien sieben Tore. Zwischen April und Oktober 1893 stand er beim englischen Verein Aston Villa unter Vertrag. Danach spielte er für Newton Heath, für den er drei Partien in der Saison 1893/94 absolvierte. Am Ende der Saison war sein vorheriger Verein Meister geworden, Newton Heath stieg als Tabellenletzter ab. Thomson kehrte im Jahr 1894 zurück zum FC Dumbarton. In den folgenden vier Jahren kam er 25-Mal in der Liga zum Einsatz und erzielte drei Tore. Ab 1898 spielte er für den FC Clyde.
Zwischen 1892 und 1898 absolvierte Thomson fünf Länderspiele für Schottland, in den er einen Treffer erzielen konnte. Sein Debüt gab er am 26. März 1892 bei einem 6:1-Sieg gegen Wales während der British Home Championship 1891/92. Dabei konnte Thomson in der 1. Spielminute zur Führung treffen. Er nahm mit Schottland insgesamt viermal an der British Home Championship teil und gewann diese mit der Nationalmannschaft im Jahr 1896.

## Erfolge
mit dem FC Dumbarton
- Schottischer Meister (2): 1891, 1892

mit Schottland
- British Home Championship (1): 1896